# Myśliwiec (nazwisko)
Myśliwiec – polskie nazwisko. Na początku lat 90. XX wieku w Polsce nosiły je 4255 osoby, według nowszych, internetowych oparty danych liczba jest 4861. Nazwisko pochodzi od zajęcia Myśliwy (człowiek polujący na zwierzynę). To po raz pierwszy odnotowano w Polsce w 1593 roku.

## Znane osoby noszące to nazwisko
- Andrzej Myśliwiec (ur. 1957) – polski hokeista na trawie;
- Antoni Myśliwiec (ur. 1950) – polski artysta fotograf;
- Bogdan Myśliwiec (ur. 1950) – polski fotograf;
- Edward Myśliwiec (1936–2021) – polski oficer Milicji Obywatelskiej i polityk;
- Franciszek Myśliwiec (1868–1941) – polski działacz narodowy;
- Herbert Myśliwiec (1926–1998) – polski znawca antyku;
- Karol Myśliwiec (1866–1897) – polski ksiądz katolicki i działacz narodowy;
- Karol Myśliwiec (ur. 1943) – polski archeolog i egiptolog;
- Małgorzata Myśliwiec (ur. 1965) – polska pediatra, diabetolog, endokrynolog, endokrynolog i diabetolog dziecięcy[4];
- Małgorzata Myśliwiec (ur. 1975) – polska politolog;
- Michał Myśliwiec (ur. 1943) – polski naukowiec, lekarz nefrolog i hipertensjolog;
- Piotr Myśliwiec (ur. 1952) – polski dyplomata;
- Roman Myśliwiec (1924–2004) – podporucznik AK;
- Roman Myśliwiec (ur. 1948) – polski winiarz i szkółkarz;
- Tadeusz Myśliwiec (1929–2000) – polski samorządowiec;
- Wiesław Myśliwiec (1963–2017) – polski samorządowiec.
- Hanna Myśliwiec – polska dermatolog.